# Lutzomyia panamensis
Lutzomyia panamensis är en tvåvingeart som först beskrevs av Shannon R. C. 1926.  Lutzomyia panamensis ingår i släktet Lutzomyia och familjen fjärilsmyggor. Inga underarter finns listade i Catalogue of Life.